# Magnolia sect. Yulania
Magnolia sect. Yulania  es un  subgénero de la familia de las magnoliáceas. Comprende las siguientes secciones:

## Especies
- Magnolia acuminata (L.) L.
- Magnolia biondii Pamp.
- Magnolia × brooklynensis Kalmb.
- Magnolia campbellii Hook. f. & Thomson
- Magnolia cylindrica E. H. Wilson
- Magnolia dawsoniana Rehder & E. H. Wilson
- Magnolia denudata Desr.
- Magnolia kobus DC.
- Magnolia liliiflora Desr.
- Magnolia × loebneri Kache
- Magnolia × proctoriana Rehder
- Magnolia salicifolia (Siebold & Zucc.) Maxim.
- Magnolia sargentiana Rehder & E. H. Wilson
- Magnolia × soulangeana Soul.-Bod.
- Magnolia sprengeri Pamp.
- Magnolia stellata (Siebold & Zucc.) Maxim.
- Magnolia × veitchii Bean
- Magnolia zenii W. C. Cheng